# Tears on Tape
Tears on Tape (englisch für Tränen auf Tonband) ist das achte und vorerst letzte Studioalbum der finnischen Band HIM. Es wurde am 26. April 2013 in Deutschland veröffentlicht. Als Single für Deutschland wurde das gleichnamige Lied gewählt, zu dem ein Musikvideo entstand.

## Albumtitel
Laut Sänger Ville Valo bezieht sich der Titel Tears on Tape (Tränen auf Tonband) auf die Tränen seiner musikalischen Idole, die geflossen sein müssen, als manche Lieder entstanden.

## Albumcover
Auf dem Cover ist ein Gemälde von Daniel P. Carter abgebildet. Ihm wurde freie Hand bei der Gestaltung des Covers gegeben. In der Mitte des Gemäldes befindet sich das Heartagram-Bandlogo, das von einem Heptagramm, genauer dem Siegel von Babylon, umgeben ist. Zwischen zwei Zacken des Heptagramms befindet sich der HIM-Schriftzug. Der Albumtitel fehlt. Um das Heptagramm windet sich eine weiße Schlange auf der folgendes in Malachimschrift geschrieben steht: Tears on tape, I will follow into your heart sketching rain from afar. Tears on tape, she surrenders needle in arm while we dance into the storm. Dabei handelt es sich um Text aus dem Lied Tears on Tape, also ist der Albumtitel, sozusagen versteckt durch Malachimschrift, auf dem Albumcover zu finden. Der Hintergrund des Covers erinnert an ein stilisiertes Meer. Im Booklet befinden sich sieben weitere Gemälde von Daniel Carter, jedoch keine Fotos der Bandmitglieder und auch keine Liedtexte. Im Booklet der japanischen Ausgabe des Albums sind die Liedtexte enthalten.

## Entstehungsgeschichte
Die Proben für das Album begannen im Juni 2012. Im Herbst fanden die Aufnahmen in den Finnvox Studios in Helsinki statt. Produzent war Hiili Hiilesmaa. Das Mixing übernahm Tim Palmer in London.

## Veröffentlichungen und Chartplatzierungen
Da HIM sich Anfang 2011 von ihrer Plattenfirma Sire Records trennten, entstanden die Aufnahmen für das Album in Eigenfinanzierung und später wurden Lizenzrechte an drei Unterschiedliche Plattenfirmen vergeben.
In Deutschland und anderen Ländern Europas wurde Tears on Tape am 26. April 2013 als Standardversion (Regular Edition) im Jewel Case, als Limited Deluxe Edition im Digipack und als 12" Vinyl-LP vom Label We Love Music / Universal Music veröffentlicht. Die Limited Deluxe Edition enthält eine CD mit dem Album und eine DVD mit Live-Bonustracks. Die Bonustracks wurden in den Finnvox Studios aufgenommen. In Polen und Russland erschien das Album 3 Tage später.
In den USA und Kanada wurde das Album am 30. April 2013 durch das Label Razor & Tie veröffentlicht. In der Limeted Edition fehlt hier bei den Bonustracks das Lied Buried Alive by Love (live) und When Love And Death Embrace (live) ist nur als digitaler Bonustrack beigefügt. In den USA wurde auch eine gering limitierte Auflage als 12" Vinyl-LP (ohne Bonustracks) herausgebracht. Die Schallplatte wurde in vier unterschiedlichen Farben hergestellt (transparent, creme, blau und grün).
Am 1. Mai 2013 wurde das Album in Japan beim Label Universal veröffentlicht und in England am 27. Mai 2013 beim Label DoubleCross Records / Cooking Vinyl. Die Limited Deluxe Edition hat in diesen Ländern ein Jewel Case. Der japanischen Edition ist ein weißes Booklet mit den englischen Liedtexten beigefügt.
In Deutschland und Finnland erreichte das Album Platz 2 der Charts, in Österreich immerhin Platz 7 und in den USA Platz 15. In Spanien gelang es auf Platz 31.

## Musikstil und Thematik
Valo sagte, dass das Instrumentalstück Kiss the Void eine Art Outro zu W.L.S.T.D. darstellt.

## Infos zu den Videoclips
Für den englischen und amerikanischen Musikmarkt entstand ein schwarz-weißes Musikvideo für All Lips go Blue. Die Kulisse, vor der die Band spielt, ist digital entstanden. Man sieht ein überdimensionales Schachspiel und ein stürmisches Meer. Regie führte Eugene Riecansky.
Tears on Tape wurde als Single in Deutschland und anderen europäischen Ländern veröffentlicht. Der Videoclip wurde Anfang März in Helsinki und Rom gefilmt. Man sieht unterschiedliche Orte, und Menschen die Tears on Tape als Kürzel TOT in Malachimschrift aufschreiben. Dazwischen werden immer wieder Szenen eingeblendet, in denen man die Bandmitglieder vor einer Wand spielen sieht, auf die Wassertropfen projiziert wurden. Regie führte Stefan Lindfors.
Into the Night wurde als Single für den finnischen Musikmarkt vorgesehen. Auch bei diesem Musikvideo führte Stefan Lindfors Regie. Man sieht die Band und Menschen in Kapuzengewändern, die Ziegelsteine in Form eines Heartagrams auf den Boden legen.

## Infos zu einzelnen Songs
- Laut Valo ist der Titel Love Without Tears abgeleitet von einem Buch von Aleister Crowley mit dem Titel Magick without Tears.[29]
- Der Titel von Tears on Tape soll eine Hommage an die Idole von HIM darstellen. Ville Valo sagte, viele Zeilen aus dem gleichnamigen Lied verweisen auf Lieder die ihm sehr wichtig sind. Zum Beispiel fängt Tears on Tape mit Church bells toll, thunder roars around me… an, was ihn an den Anfang von Black Sabbaths erstem Album erinnert.[30] Im Lied Black Sabbath kommt nämlich zu Beginn das Geräusch von Kirchturmglocken und einem Gewitter vor. In Tears on Tape kommt in einer Zeile needle in arm vor. Ville Valo sagte, er dachte dabei an die Nadel eines Schallplattenspielers. Er verglich dabei das Abspielen einer Schallplatte (z. B. Tempowechsel, Abrutschen der Nadel etc.) mit den Höhen und Tiefen im Leben.[31]

## Sonstiges
- HIMs Webseite heartagram.com wurde in den drei Jahren zwischen dem 7. und 8. Studioalbum geschlossen. Eine Zeitlang konnte man ein instrumentales Musikstück hören, wenn man auf der Homepage von HIM war. Es stammt aus einem Soloprojekt von Bassist Migé. Von ihm stammt ein ca. 30-minütiges Album namens Cimmerica, das nie kommerziell veröffentlicht wurde. Manchmal verschenkte er aber bei Konzerten eine Schallplatte an Fans und deshalb ist das Album inzwischen im Internet zu finden. Die Musik ist rein instrumental und hört sich nach einer Mischung aus alter Walt-Disney-Musik und Tim-Burton-Filmmusik an.
- Als das Album aufgenommen wurde, entstand auch ein Cover des Liedes Strange World (Original von Ké), das auf dem am 26. Oktober 2012[32] erschienenen Compilationalbum XX – Two Decades of Love Metal enthalten ist. Zu diesem Lied gibt es auch ein Musikvideo.
- Es ist das letzte Album an dem Schlagzeuger Mika Karppinen, alias Gas Lipstick, beteiligt war. Er gab am 27. Januar 2015 auf seiner Facebookseite bekannt, dass er die Band im Guten verlassen hat und sich nun eigenen musikalischen Projekten widmet: […] There is no drama, bad blood or any negativity involved in my departure. I simply feel that it’s time for me to move on as a musician. […].[33] Inzwischen lebt er in den USA.

## Titelliste
Die Stücke ohne weitere Angaben wurden von Ville Valo geschrieben.

### Tears on Tape (Standard Version, Deutschland)
1. Unleash the Red (Instrumental) – 1:07
2. All Lips Go Blue – 3:49
3. Love Without Tears – 3:37
4. I Will Be the End of You – 3:33
5. Tears on Tape – 3:21
6. Into the Night – 3:36
7. Hearts at War – 3:46
8. Trapped in Autumn (Instrumental) – 1:33
9. No Love – 3:30
10. Drawn & Quartered – 5:13
11. Lucifer’s Chorale (Instrumental) – 1:18
12. W.L.S.T.D. – 4:12
13. Kiss the Void (Instrumental) – 2:21

### Tears on Tape (Limited Deluxe Edition)
(Europa, UK, Russland, Japan)
Disc 1: CD mit der Standard Version des Albums
Disc 2: DVD
1. Buried Alive By Love (Live At Finnvox Studios / 2013)
2. Wings Of A Butterfly (Live At Finnvox Studios / 2013)
3. Heartkiller (Live At Finnvox Studios / 2013)
4. Join Me (Live At Finnvox Studios / 2013)
5. The Kiss Of Dawn (Live At Finnvox Studios / 2013)
6. The Funeral Of Hearts (Live At Finnvox Studios / 2013)
7. When Love And Death Embrace (Live At Finnvox Studios / 2013)

### Tears on Tape (Limited Edition, USA)
Disc 1: CD mit der Standard Version des Albums
Disc 2: DVD
1. Heartkiller (Live At Finnvox Studios / 2013)
2. Join Me (Live At Finnvox Studios / 2013)
3. Wings Of A Butterfly (Live At Finnvox Studios / 2013)
4. The Kiss Of Dawn (Live At Finnvox Studios / 2013)
5. The Funeral Of Hearts (Live At Finnvox Studios / 2013)
6. When Love And Death Embrace (Live At Finnvox Studios / 2013) (Digitaler Bonustrack)